# اکسابات، کارپوزلو
اکسابات، کارپوزلو (به لاتین: Akçaabat, Karpuzlu) یک منطقهٔ مسکونی در ترکیه است که در استان آیدین واقع شده‌است.

## خصوصیات
اکسابات ۵۱۳ نفر جمعیت دارد.